# Euplectromorpha brevicalcar
Euplectromorpha brevicalcar är en stekelart som först beskrevs av Lin 1963.  Euplectromorpha brevicalcar ingår i släktet Euplectromorpha och familjen finglanssteklar. Inga underarter finns listade i Catalogue of Life.